# Annonaceae
Le Annonacee (Annonaceae Juss, 1789) sono una famiglia di piante appartenente all'ordine Magnoliales.
La famiglia comprende per la massima parte piante sub-tropicali, tropicali ed equatoriali. Fanno eccezione, (per il clima), due specie di fruttiferi del genere Asimina, Asimina parviflora del sud-est degli Stati Uniti d'America, di modesto interesse e, di maggior rilievo, Asimina triloba dell'est dello stesso territorio, fino alle sponde dei Grandi Laghi, in clima decisamente temperato freddo.
Di notevole interesse per il loro valore come alberi da frutta di tali territori è il genere Annona che annovera fruttiferi come la cirimoia (Annona cherimola), la "mela canella" (Annona squamosa), la "custard apple" (Annona reticulata) e l'ibrida "atemoya" (Annona × atemoya).

## Tassonomia
Alla famiglia appartengono i seguenti generi:
- Afroguatteria Boutique
- Alphonsea Hook.f. & Thomson
- Ambavia Le Thomas
- Anaxagorea A.St.-Hil.
- Annickia Setten & Maas
- Annona L.
- Anonidium Engl. & Diels
- Artabotrys R.Br.
- Asimina Adans.
- Asteranthe Engl. & Diels
- Balonga Le Thomas
- Bocagea A.St.-Hil.
- Bocageopsis R.E.Fr.
- Boutiquea Le Thomas
- Brieya De Wild.
- Cananga (DC.) Hook.f. & Thomson
- Cardiopetalum Schltdl.
- Chieniodendron Y.Tsiang & P.T.Li
- Cleistochlamys Oliv.
- Cleistopholis Pierre ex Engl.
- Cremastosperma R.E.Fr.
- Cyathocalyx Champ. ex Hook.f. & Thomson
- Cymbopetalum  Benth.
- Dasymaschalon (Hook.f. & Thomson) Dalla Torre & Harms
- Deeringothamnus Small
- Dendrokingstonia Rauschert
- Desmopsis Saff.
- Desmos Lour.
- Diclinanona Diels
- Dielsiothamnus R.E.Fr.
- Disepalum Hook.f.
- Drepananthus Maingay ex Hook.f. & Thomson
- Duckeanthus R.E.Fr.
- Duguetia A.St.-Hil.
- Ephedranthus S.Moore
- Fenerivia Diels
- Fissistigma Griff.
- Friesodielsia Steenis
- Froesiodendron R.E.Fr.
- Fusaea (Baill.) Saff.
- Goniothalamus (Blume) Hook.f. & Thomson
- Greenwayodendron Verdc.
- Guatteria Ruiz & Pav.
- Hexalobus A.DC.
- Hornschuchia Nees
- Huberantha Chaowasku
- Isolona Engl.
- Klarobelia
- Leoheo Chaowasku
- Letestudoxa Chatrou
- Lettowianthus Diels
- Maasia Mols, Kessler & Rogstad
- Malmea R.E.Fr.
- Marsypopetalum Scheff.
- Meiocarpidium Engl. & Diels
- Meiogyne Miq.
- Mezzettia Becc.
- Miliusa Lesch. ex A.DC.
- Mischogyne Exell
- Mitrella Miq.
- Mitrephora (Blume) Hook.f. & Thomson
- Mkilua Verdc.
- Monanthotaxis Baill.
- Monocarpia Miq.
- Monocyclanthus Keay
- Monodora Dunal
- Monoon Miq.
- Mosannona Chatrou
- Mwasumbia Couvreur & D.M.Johnson
- Neo-uvaria Airy Shaw
- Neostenanthera Exell
- Onychopetalum R.E.Fr.
- Ophrypetalum Diels
- Orophea Blume
- Oxandra A.Rich.
- Phaeanthus Hook.f. & Thomson
- Phoenicanthus Alston
- Piptostigma Oliv.
- Platymitra Boerl.
- Polyalthia Blume
- Polyalthiopsis Chaowasku
- Polyceratocarpus Engl. & Diels
- Popowia Endl.
- Porcelia Ruiz & Pav.
- Pseudartabotrys Pellegr.
- Pseudephedranthus Aristeg.
- Pseudomalmea Chatrou
- Pseudoxandra R.E.Fr.
- Pseuduvaria Miq.
- Pyramidanthe Miq.
- Raimondia Saff.
- Ruizodendron R.E.Fr.
- Sageraea Dalzell
- Sanrafaelia Verdc.
- Sapranthus Seem.
- Schefferomitra Diels
- Sirdavidia Couvreur & Sauquet
- Sphaerocoryne Scheff. ex Ridl.
- Stelechocarpus Hook.f. & Thomson
- Stenanona Standl.
- Tetrameranthus R.E.Fr.
- Toussaintia Boutique
- Tridimeris Baill.
- Trigynaea Schltdl.
- Trivalvaria (Miq.) Miq.
- Unonopsis R.E.Fr.
- Uvaria L.
- Uvariastrum Engl.
- Uvariodendron (Engl. & Diels) R.E.Fr.
- Uvariopsis Engl.
- Wangia X.Guo & R.M.K.Saunders
- Wuodendron B.Xue, Y.H.Tan & Chaowasku
- Xylopia L.

### Alcune specie

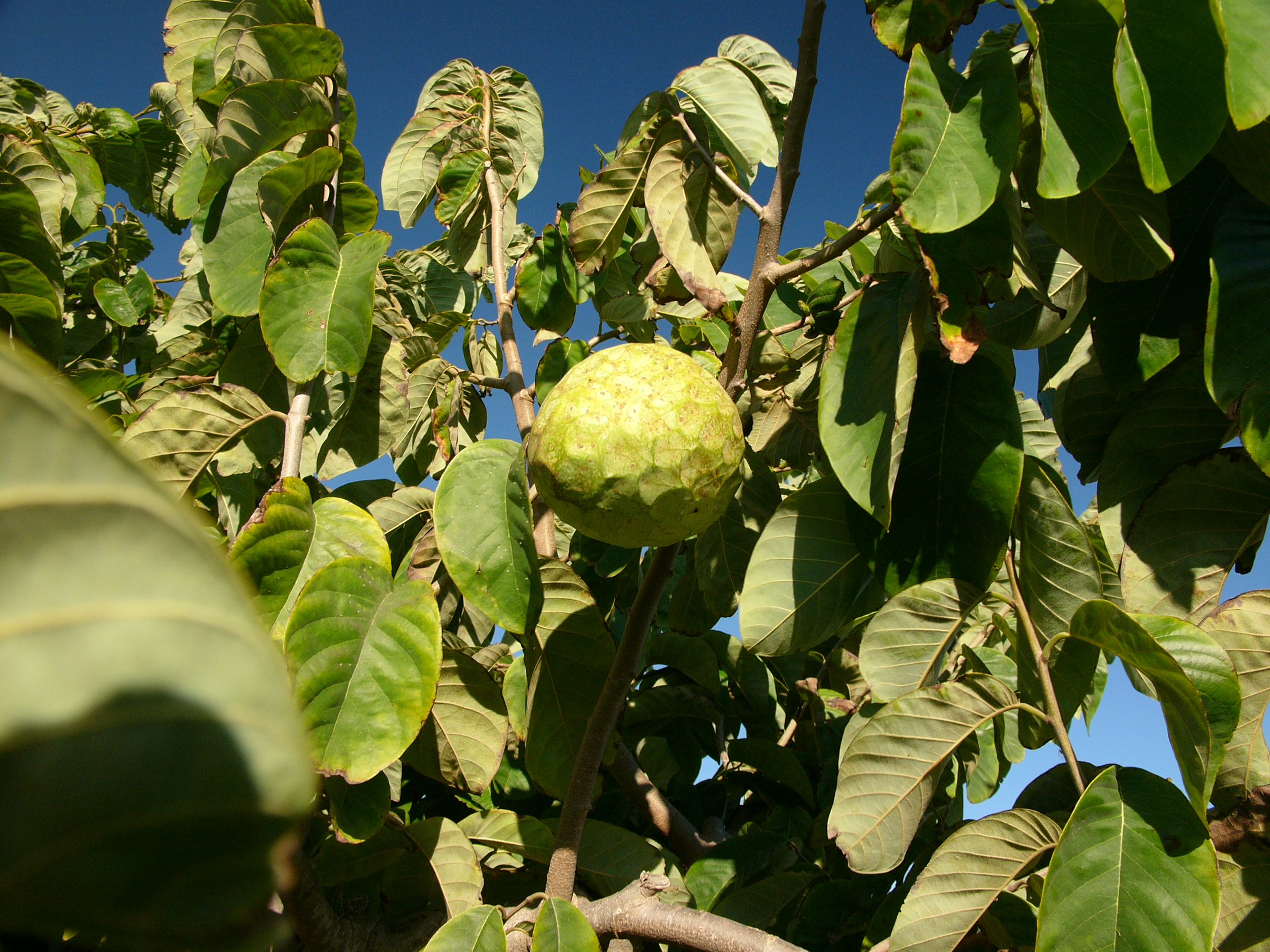
Annona cherimola
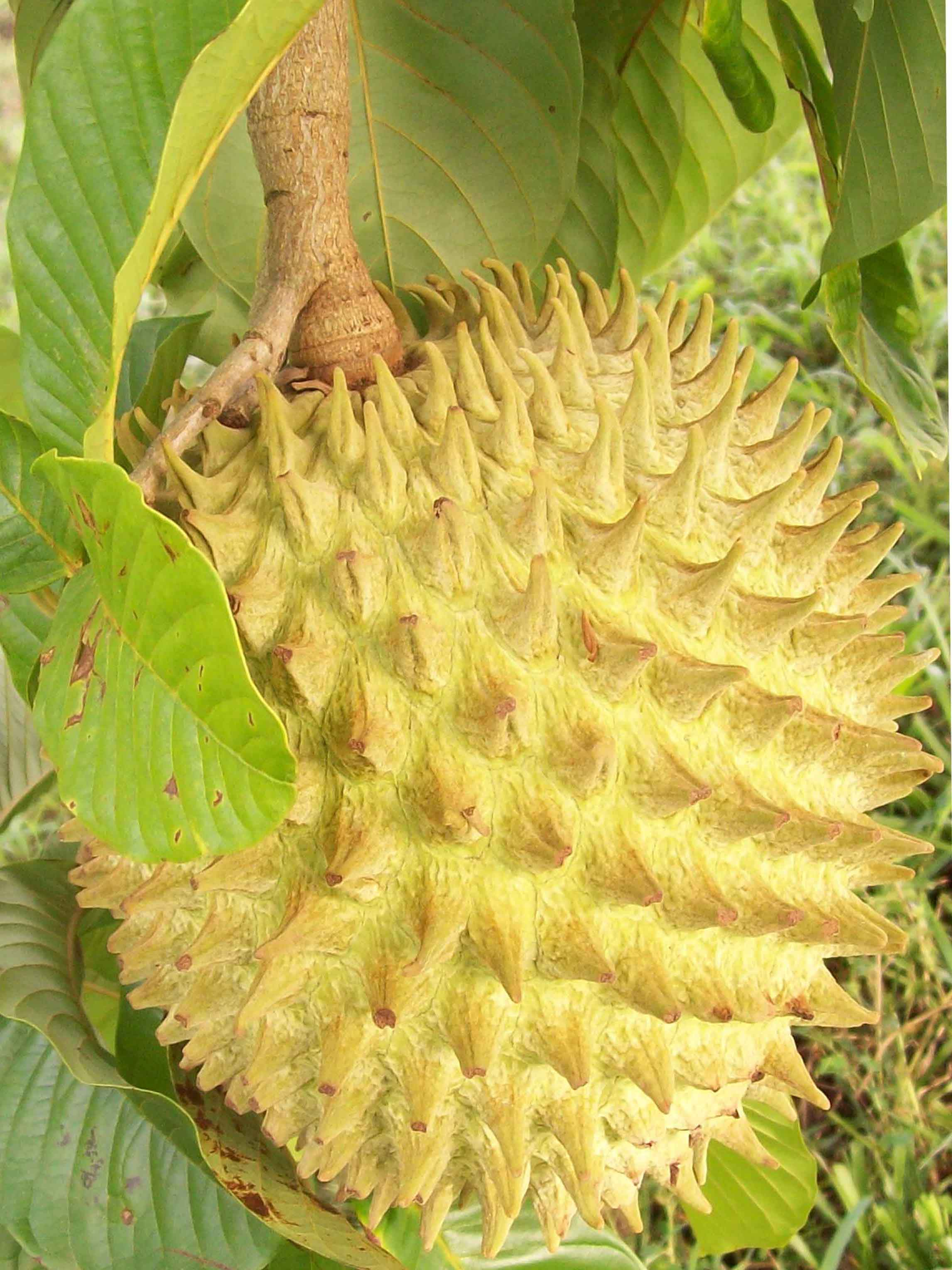
Annona purpurea
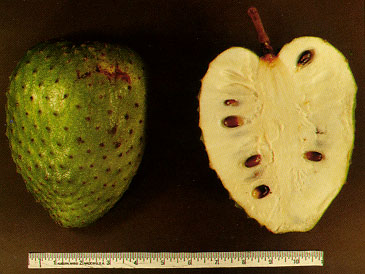
Annona muricata
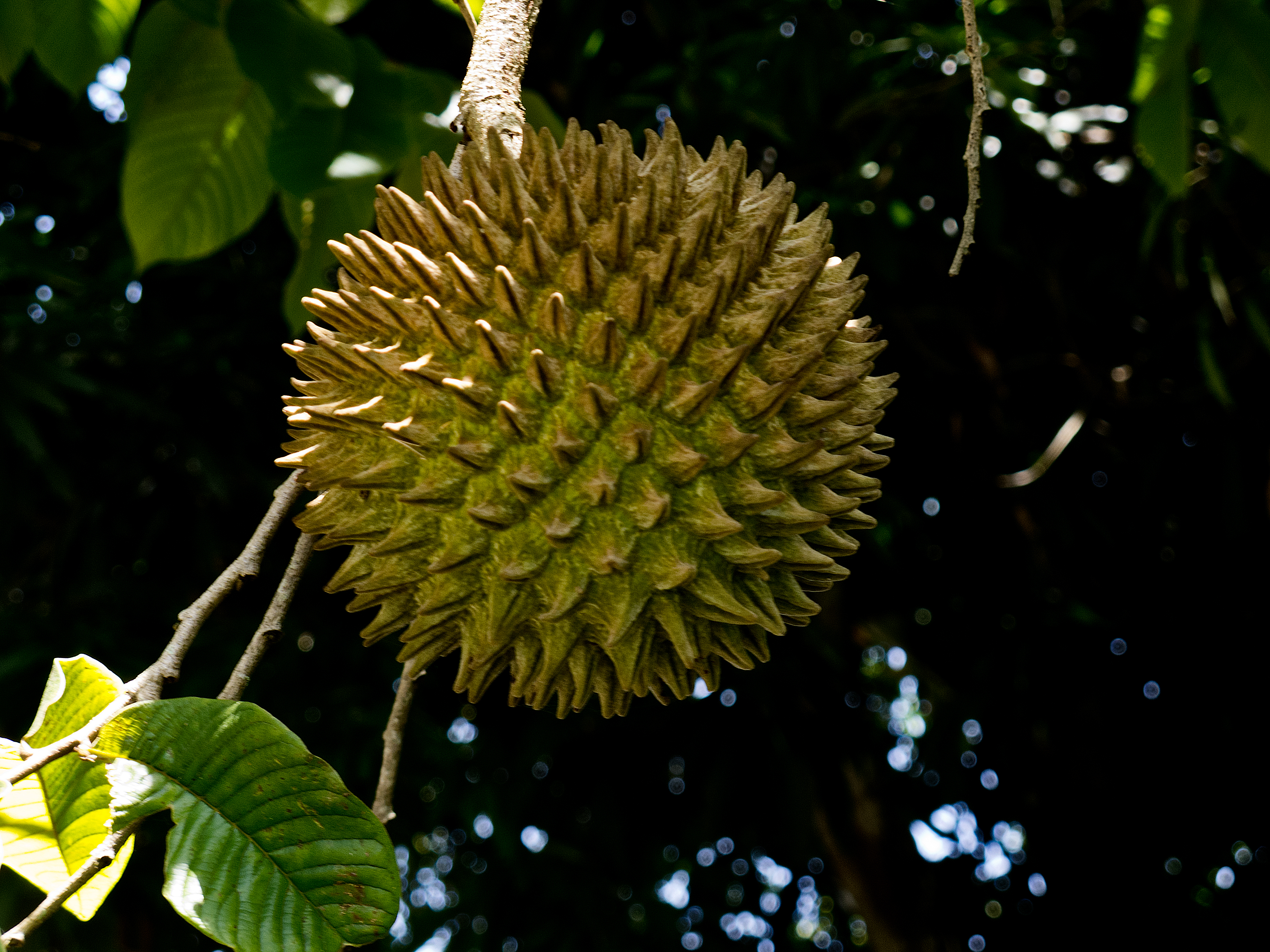
Annona purpurea
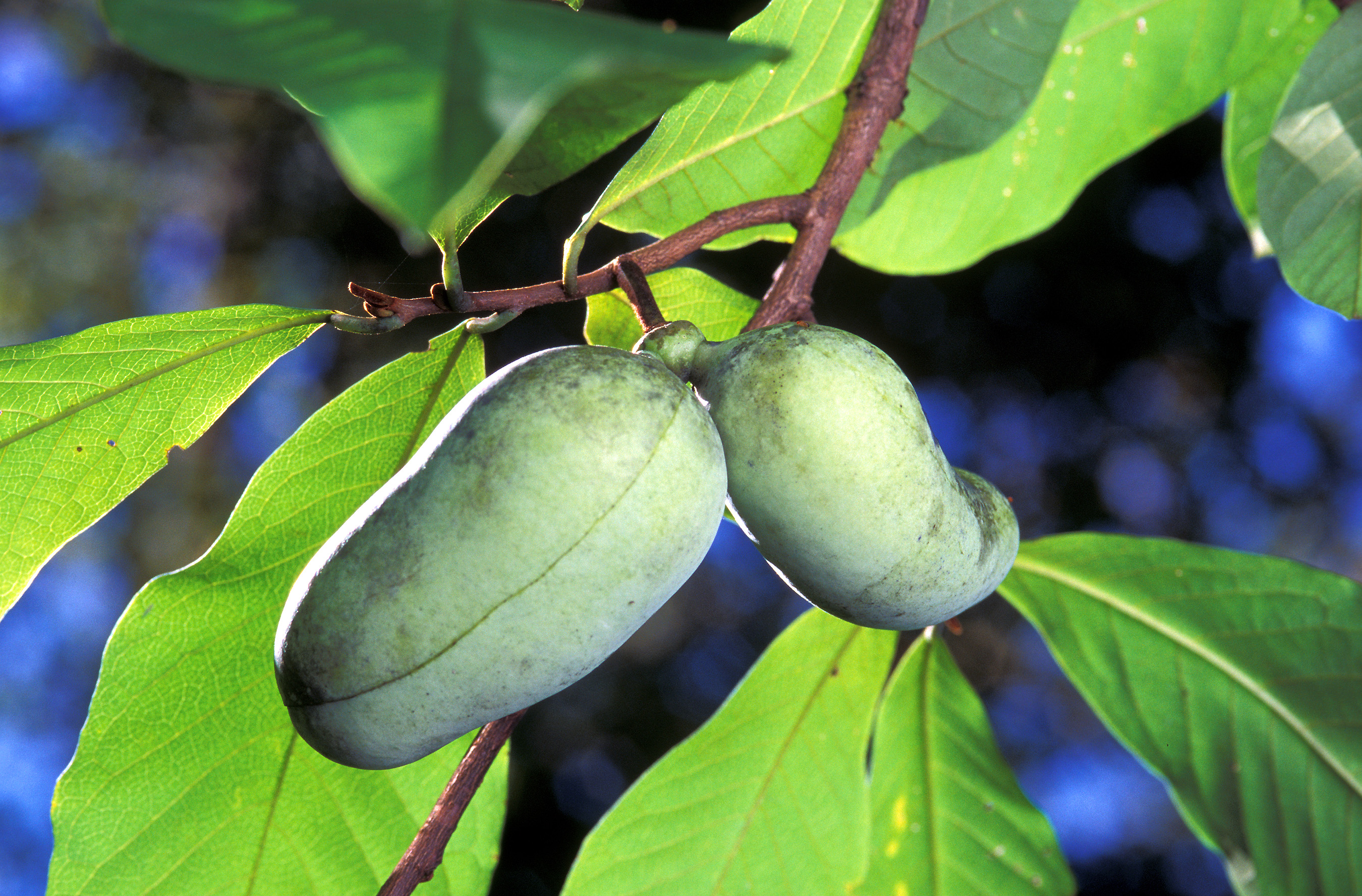
Asimina triloba
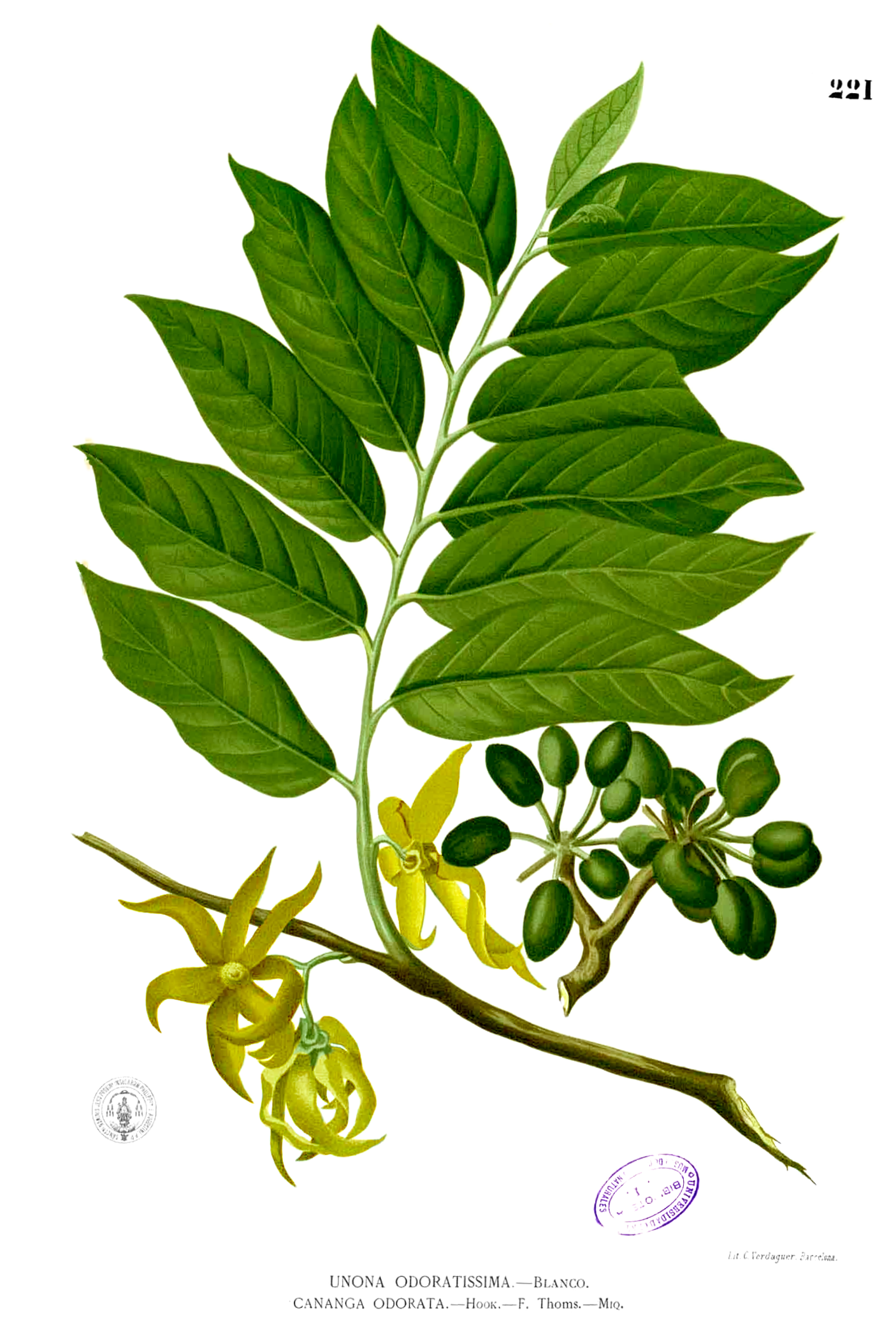
Cananga odorata